# Adel Taarabt
Adel Taarabt (tiếng Ả Rập: عادل تعرابت) (sinh ngày 24 Tháng 5 năm 1989) là một cầu thủ bóng đá Maroc, chơi cho CLB UAE Pro League Al-Nasr, ở vị trí tiền vệ.
Anh bắt đầu sự nghiệp của mình tại câu lạc bộ Lens trước khi chuyển sang Tottenham Hotspur trong năm 2007. Anh đã không thể vào đội hình 1 Spurs dưới thời huấn luyện viên Juande Ramos và Harry Redknapp trước chuyển tới QPR, ban đầu theo hợp đồng cho mượn, trong tháng 7 năm 2009 và sau đó QPR mua lại trong tháng 8 năm 2010. Anh nhanh chóng chứng tỏ chính mình tại Loftus Road và được làm đội trưởng của huấn luyện viên Neil Warnock tại mùa giải 2010-11. Anh chơi cho Pháp ở cấp độ thanh niên, nhưng đã chọn chơi cho quê hương Morocco của mình ở cấp độ cao lần đầu của mình trong tháng 2 năm 2009.

## Thống kê sự nghiệp

### Câu lạc bộ
Tính đến 15 tháng 5 năm 2021
| Câu lạc bộ                 | Mùa giải            | Giải đấu            | Giải đấu | Giải đấu | Cúp quốc gia | Cúp quốc gia | Cúp liên đoàn | Cúp liên đoàn | Châu lục | Châu lục | Khác | Khác | Tổng cộng | Tổng cộng |
| Câu lạc bộ                 | Mùa giải            | Hạng đấu            | Trận     | Bàn      | Trận         | Bàn          | Trận          | Bàn           | Trận     | Bàn      | Trận | Bàn  | Trận      | Bàn       |
| -------------------------- | ------------------- | ------------------- | -------- | -------- | ------------ | ------------ | ------------- | ------------- | -------- | -------- | ---- | ---- | --------- | --------- |
| Lens                       | 2006–07             | Ligue 1             | 1        | 0        | 0            | 0            | 0             | 0             | 0        | 0        | —    | —    | 1         | 0         |
| Tottenham Hotspur (mượn)   | 2006–07             | Premier League      | 2        | 0        | 0            | 0            | 0             | 0             | 0        | 0        | —    | —    | 2         | 0         |
| Tottenham Hotspur          | 2007–08             | Premier League      | 6        | 0        | 1            | 0            | 0             | 0             | 3        | 0        | —    | —    | 10        | 0         |
| Tottenham Hotspur          | 2008–09             | Premier League      | 1        | 0        | 1            | 0            | 1             | 0             | 0        | 0        | —    | —    | 3         | 0         |
| Tottenham Hotspur          | Tổng cộng           | Tổng cộng           | 9        | 0        | 2            | 0            | 1             | 0             | 3        | 0        | —    | —    | 15        | 0         |
| Queens Park Rangers (mượn) | 2008–09             | Championship        | 7        | 1        | 0            | 0            | 0             | 0             | —        | —        | —    | —    | 7         | 1         |
| Queens Park Rangers (mượn) | 2009–10             | Championship        | 41       | 7        | 1            | 0            | 2             | 0             | —        | —        | —    | —    | 44        | 7         |
| Queens Park Rangers        | 2010–11             | Championship        | 44       | 19       | 0            | 0            | 0             | 0             | —        | —        | —    | —    | 44        | 19        |
| Queens Park Rangers        | 2011–12             | Premier League      | 27       | 2        | 0            | 0            | 1             | 0             | —        | —        | —    | —    | 28        | 2         |
| Queens Park Rangers        | 2012–13             | Premier League      | 31       | 5        | 2            | 0            | 0             | 0             | —        | —        | —    | —    | 33        | 5         |
| Queens Park Rangers        | 2014–15             | Premier League      | 7        | 0        | 0            | 0            | 1             | 0             | —        | —        | —    | —    | 8         | 0         |
| Queens Park Rangers        | Total               | Total               | 157      | 34       | 3            | 0            | 4             | 0             | —        | —        | —    | —    | 164       | 34        |
| Fulham (mượn)              | 2013–14             | Premier League      | 12       | 0        | 1            | 0            | 3             | 1             | —        | —        | —    | —    | 16        | 1         |
| AC Milan (mượn)            | 2013–14             | Serie A             | 14       | 4        | 0            | 0            | —             | —             | 2        | 0        | —    | —    | 16        | 4         |
| Benfica                    | 2015–16             | Primeira Liga       | 0        | 0        | 0            | 0            | 0             | 0             | 0        | 0        | 0    | 0    | 0         | 0         |
| Benfica                    | 2018–19             | Primeira Liga       | 6        | 0        | 1            | 0            | 0             | 0             | 0        | 0        | —    | —    | 7         | 0         |
| Benfica                    | 2019–20             | Primeira Liga       | 24       | 1        | 5            | 0            | 2             | 0             | 6        | 0        | 1    | 0    | 38        | 1         |
| Benfica                    | 2020–21             | Primeira Liga       | 26       | 0        | 6            | 0            | 2             | 0             | 7        | 0        | 1    | 0    | 42        | 0         |
| Benfica                    | 2021–22             | Primeira Liga       | 23       | 1        | 3            | 0            | 3             | 0             | 13       | 0        | —    | —    | 42        | 1         |
| Benfica                    | Total               | Total               | 79       | 2        | 15           | 0            | 7             | 0             | 26       | 0        | 2    | 0    | 129       | 2         |
| Benfica B                  | 2015–16             | LigaPro             | 7        | 1        | —            | —            | —             | —             | —        | —        | —    | —    | 7         | 1         |
| Benfica B                  | 2018–19             | LigaPro             | 3        | 0        | —            | —            | —             | —             | —        | —        | —    | —    | 3         | 0         |
| Benfica B                  | Total               | Total               | 10       | 1        | —            | —            | —             | —             | —        | —        | —    | —    | 10        | 1         |
| Genoa (mượn)               | 2016–17             | Serie A             | 6        | 0        | 0            | 0            | —             | —             | —        | —        | —    | —    | 6         | 0         |
| Genoa (mượn)               | 2017–18             | Serie A             | 22       | 2        | 1            | 0            | —             | —             | —        | —        | —    | —    | 23        | 2         |
| Genoa (mượn)               | Tổng cộng           | Tổng cộng           | 28       | 2        | 1            | 0            | —             | —             | —        | —        | —    | —    | 29        | 2         |
| Al-Nasr                    | 2022–23             | UAE Pro League      | 22       | 6        | 2            | 1            | 6             | 4             | —        | —        | —    | —    | 30        | 11        |
| Al-Nasr                    | 2023–24             | UAE Pro League      | 22       | 8        | 3            | 3            | 3             | 0             | —        | —        | —    | —    | 28        | 11        |
| Al-Nasr                    | 2024–25             | UAE Pro League      | 9        | 7        | 2            | 0            | 0             | 0             | —        | —        | 2    | 3    | 13        | 10        |
| Al-Nasr                    | Tổng cộng           | Tổng cộng           | 53       | 21       | 2            | 4            | 9             | 4             | —        | —        | 2    | 3    | 71        | 32        |
| Tổng cộng sự nghiệp        | Tổng cộng sự nghiệp | Tổng cộng sự nghiệp | 362      | 65       | 29           | 4            | 24            | 5             | 31       | 0        | 4    | 3    | 451       | 76        |

1. ↑  Bao gồm Coupe de France, FA Cup, Coppa Italia, Taça de Portugal, UAE President's Cup
2. ↑  Bao gồm Coupe de la Ligue, Football League Cup, Taça da Liga, UAE League Cup
3. ↑  Appearances in UEFA Cup
4. 1 2  Appearances in UEFA Champions League
5. ↑  Ra sân bốn lần ở UEFA Champions League, 2 lần ở UEFA Europa League
6. 1 2  Appearance in Supertaça Cândido de Oliveira
7. ↑  Ra sân một lần ở UEFA Champions League, sáu lần ở UEFA Europa League
8. ↑  Ra sân ở Giải Vô địch Bóng đá GCC

### Bàn thắng quốc tế
| # | Ngày                 | Địa điểm                                   | Đối thủ  | Bàn thắng | Kết quả | Giải đấu                 |
| - | -------------------- | ------------------------------------------ | -------- | --------- | ------- | ------------------------ |
| 1 | 31 tháng 3 năm 2009  | Sân vận động Restelo, Lisbon, Bồ Đào Nha   | Angola   | 1–0       | 2–0     | Giao hữu                 |
| 2 | 6 tháng 9 năm 2009   | Sân vận động Kégué, Lomé, Togo             | Togo     | 1–1       | 1–1     | Vòng loại World Cup 2010 |
| 3 | 10 tháng 10 năm 2009 | Sân vận động Omar Bongo, Libreville, Gabon | Gabon    | 1–3       | 1–3     | Vòng loại World Cup 2010 |
| 4 | 9 tháng 10 năm 2011  | Sân vận động Marrakech, Marrakech, Maroc   | Tanzania | 2–1       | 3–1     | Vòng loại CAN 2012       |